# 西中清
西中 清（にしなか きよし、1932年6月3日 - 2016年2月22日）は、日本の政治家。元公明党衆議院議員（7期）。

## 来歴
大阪府池田市出身。1956年京都工芸繊維大学工芸学部卒。聖教新聞記者、公明党京都府本部事務長となり、1969年の総選挙で旧京都2区から立候補して初当選。7期務めた。衆院交通安全委員長などを歴任した。1993年に引退した。
2016年2月22日、急性呼吸不全のため死去。83歳没。